# Dominique Phinot
Dominique Phinot [Dominico Finot, Finotto], né vers 1510 et mort vers 1560, est un compositeur français de la Renaissance, actif en Italie du Nord (Urbino, Pesaro, peut-être Venise) et probablement aussi à Lyon.

## Biographie
Le lieu de naissance de Dominique Phinot n’est pas connu (sa qualification de Gallus par Jérôme Cardan indique tout au plus qu’il était d’origine francophone), ni les conditions de son apprentissage de la musique. Ses premières œuvres imprimées paraissent à Venise et à Ferrare en 1538, à Venise en 1541, à Milan et à Venise en 1543. La présence d’un madrigal en 1541 dans un recueil essentiellement dévolu à Philippe Verdelot (mort vers 1532) peut laisser supposer qu’il aurait été un des élèves de ce maître réputé.
Les premières traces biographiques sont localisées à la cour du duc Guidobaldo II della Rovere, duc d’Urbino, puisqu’en mai 1544 celui-ci propose qu’il soit nommé cantor à la cathédrale. Un paiement du duc de Ferrare fait le 26 mars 1545 à Messer Finotto musico del Duca d’Urbino confirme qu’il était alors employé par le duc d’Urbino.
On passe ensuite à Lyon où on retrouve sa trace grâce à la publication, en 1547 et 1548, de deux livres de motets dédiés, le premier, à Lucca de Grimaldi, membre d’une riche famille génoise active dans la banque et les assurances maritimes, possédant une branche lyonnaise, et le second, à François Bonvalot, archevêque de Besançon. Suivent deux livres de chansons en 1548, le premier dédié à Nicolas Bave (Baillivi ?), banquier et bourgeois de Lyon, le second à César Gros, bourgeois et marchand de Lyon issu d’une famille piémontaise. Ces dédicaces tendent à montrer qu’il était bien introduit dans la société lyonnaise, on n’a encore retrouvé aucune trace de son passage à Lyon dans les archives. Ce passage apparaît d’autant plus probable que ses chansons utilisent des textes de poètes lyonnais (Maurice Scève et Charles Fontaine notamment) ou des thèmes locaux.
Le 20 novembre 1555, Phinot apparaît de nouveau dans les archives du duché d’Urbino pour paiement et fourniture de vêtements à Finitto musico, à Pesaro (ville placée à l’époque sous l’administration du duché d’Urbino). À cette époque, sa musique est également publiée à Pesaro (1554) et à Venise (1555).
À une date comprise entre 1557 et 1560, Phinot est brûlé en place publique pour pratique homosexuelle avec des garçons. Ce fait est rapporté par Jérôme Cardan dans son traité philosophique intitulé De Tranquillitate, écrit en 1561, ce qui fournit un terminus post quem sur la date de sa mort. Cardan le qualifie aussi de Gallus, sans mieux préciser son lieu de naissance.
Il semble donc qu’il ait passé le gros de sa carrière entre Urbino et Pesaro, probablement avec des relations et des séjours vénitiens, et peut-être avec un épisode lyonnais intermédiaire. C’est dans la décennie 1545-1555 qu’il semble avoir été le plus connu.

## Œuvres
Phinot a été un maître du style imitatif, développant une grande maîtrise du contrepoint et du canon. Ses œuvres ont eu l’éloge de plusieurs contemporains dès 1556 (Hermann Finck, Practica musica). Pietro Cerone avançait même (El Melopeo y maestro, Naples, 1613) que Giovanni Pierluigi da Palestrina s’était inspiré de son style.

### Madrigaux
On n’a de lui que deux madrigaux, le premier à 6 voix paru en 1541 et le second à 8 voix en dialogue, paru en 1561, tous les deux à Venise.

### Chansons

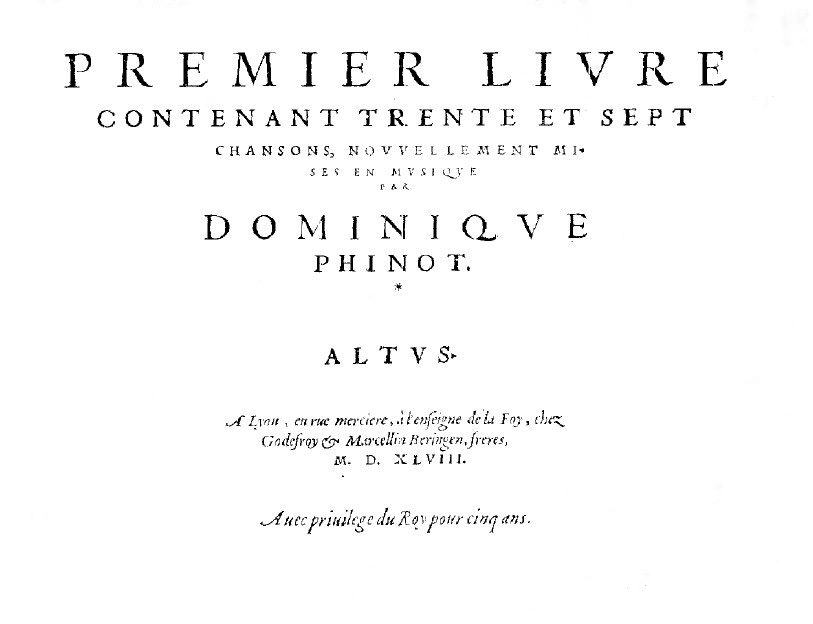
Titre du premier recueil de chansons (Lyon : G. et M. Beringen, 1548).

Ses chansons paraissent dans deux recueils lyonnais :
- Premier livre contenant trente sept chansons, nouvellement mises en musique par Dominique Phinot. Lyon : Godefroy & Marcelin Beringen, 1548. 4 vol. 4° oblong. RISM P 2018, Guillo 1991 n° 20.
- Second livre contenant vingt et six chansons nouvellement mises en musique par Dominique Phinot. Lyon : Godefroy & Marcelin Beringen, 1548. 4 vol. 4° oblong. RISM P 2019, Guillo 1991 n° 21.

Elles se caractérisent par deux styles différents : l’un syllabique, plutôt parisien, et l’autre imitatif et élaboré, parfois canonique. Elles sont écrites sur des textes de Maurice Scève, Charles Fontaine, Clément Marot, Mellin de Saint-Gelais, Étienne Forcadel, Michel d’Amboise, Pietro Bembo traduit par Jean Martin, ou Jacques Peletier du Mans. Phinot y emploie parfois des figures métaphoriques qui rappellent le style madrigalesque. Quatre de ces chansons sont à deux chœurs (M’amye Margot ; Par un trait d’or ; Vivons m’amye ; Qu’est-ce qu’Amour) et comptent de 8 à 12 voix ; les trois dernières citées sont reprises dès 1560 dans le Livre de Meslanges d'Adrian Le Roy et Robert Ballard puis dans le Mellange de chansons des mêmes en 1572. Par ailleurs treize chansons de Phinot sont copiées dans un recueil de la bibliothèque du château de Thurn und Taxis à Ratisbonne.

### Messes
Deux messes (Quam pulchra es sur un motet de Lupi et Si bona suscepimus sur un motet de Claudin de Sermisy) paraissent dans deux recueils différents en 1544 à Venise et à Paris en 1557.On possède également deux mouvements de messes (Pleni sunt coeli et Crucifixus à 2 voix) et trois magnificats à 4 voix parus en 1554 et 1555 au sein des recueils de psaumes latins.

### Motets
Les premiers motets connus de Phinot paraissent en 1538 à Ferrare et à Venise. La principale source de ses motets consiste en trois livres dont les premières éditions sont publiées à Lyon et à Pesaro, puis sont rééditées à Venise :
- Liber primus mutetarum quinque vocum Dominico Phinot autore. Lyon : Godefroy & Marcelin Beringen, 1547. 5 vol. 4° oblong. RISM P 2015, Guillo 1991 n° 18.

Recueil réédité à Venise chez Antonio Gardano en 1552, avec le même contenu mais dans un ordre différent : RISM P 2016.
- Liber secundus mutetarum six, septem et octo vocum Dominico Phinot autore. Lyon : Godefroy & Marcelin Beringen, 1548. 6 vol. 4° oblong. RISM P 2017, Guillo 1991 n° 19.

Ce recueil regroupe tous ses motets connus dont l’effectif est à six voix et plus. Il n’a pas été réédité.
- Liber secundus mutetarum quinque vocum. Pesaro : Bartolomeo Cesano, 1554. RISM P 2020.

Recueil réédité à Venise chez Antonio Gardano en 1555 : RISM P 2021.
De tous ces motets, plusieurs sont repris dans des anthologies publiées surtout à Nuremberg, ce qui révèle un certain succès ; certains sont encore réédités aussi tard que 1603 ou 1618.
Le style des motets de Phinot est très inspiré de celui des maîtres franco-flamands, à côté desquels il apparaît souvent dans les recueils (pour ceux qui sont actifs en Italie à cette époque). Ses cinq motets à huit voix, Iam non dicam, O sacrum convivium, Sancta trinitas, Tanto tempore, Incipit oratio Hieremiae, tous parus en 1548, constituent une étape importante du développement de l’écriture polychorale et seront souvent copiés ou réédités. Outre les monographies ou les recueils cités ci-dessus, on trouve des motets éparpillés dans quelques sources manuscrites.

### Psaumes latins
Deux psaumes paraissent en 1550 dans un recueil de psaumes essentiellement consacré à Jachet de Mantoue et à Adrien Willaert, ce qui laisse supposer des connexions vénitiennes significatives, pour pouvoir figurer aux côtés de maîtres si renommés. 
Un recueil de psaumes de David paraît en 1554 : 
- I sacri et santi salmi de David profeta, che si cantano nella santa romana chiesa all’hora di vespro, in canto figurato. Composti da... Dominico Phinot a uno choro. A versi a quatro voci. Novamente posti in luce et con somma diligentia stampati et corretti. Venise : Girolamo Scotto, 1554. 4 vol. 4° oblong. RISM PP 2021a.

Contient 13 psaumes courants dans divers tons. Une édition sœur a paru la même année chez Scotto, portant des psaumes de Jachet de Mantoue et de Cyprien de Rore (cf. RISM 155417). Comme en 1550, que Phinot se trouve aux côtés de Jachet et de Rore laisse supposer une certaine célébrité. Une réédition est donnée par Antonio Gardano en 1555, avec deux magnificats ajoutés (RISM P 2022, exemplaire à Paris BNF) et la même année par Scotto (exemplaire à Bologne). Une autre réédition paraît en 1563 par Gardano encore (RISM P 2023).

## Éditions modernes
Les œuvres complètes de Dominique Phinot font l’objet du volume 59 de la collection Corpus mensurabilis musicae sous la direction de Janez Höfler et Roger Jacob. Cinq volumes sont parus :
- CMM 59-1 : Liber primus motettarum quinque vocum (1547).
- CMM 59-2 : Liber secundus motettarum quinque vocum (1554).
- CMM 59-3.1 : Chansons, Ier livre.
- CMM 59-3.2 : Chansons, 2e livre.
- CMM 59-4 : Liber secundus mutetarum six, septem et octo vocum (1548).

Le dernier volume prévu contiendra 24 motets divers à 3, 4 ou 5 voix, 13 psaumes, 3 magnificats, 2 messes et 2 mouvements de messe.
Voir le détail des volumes ici.

## Discographie
- Missa Si bona suscepimus [avec le motet homonyme de Sermisy et 6 autres pièces latines de Phinot, dont quatre à deux chœurs]. The Brabant Ensemble, dir. Stephen Rice. CD Hyperion, 2009. Réf. CDA67696
- Messe Quam pulchra es & [6] motets. Ensemble A Sei voci, dir. Jean-Louis Comoretto et Ensemble Scandicus, dir. Jérémie Couleau. CD Believe / Pierre Verany, 2011.
- La chanson à 8 voix Vivons m’amye et l’amour poursuyvons est insérée dans le recueil Le Chant de Virgile par le Huelgas Ensemble, dir. Paul Van Nevel. CD Harmonia Mundi, 2001.

## Partitions
- « Phinot, Dominique » (partitions libres de droits), sur l'IMSLP
- Partitions libres de Dominique Phinot dans Choral Public Domain Library (ChoralWiki)